# Antomicron elegans
Antomicron elegans är en rundmaskart som först beskrevs av De Man 1922.  Antomicron elegans ingår i släktet Antomicron och familjen Leptolaimidae. Inga underarter finns listade i Catalogue of Life.